# Selo pri Kostelu
Selo pri Kostelu je naselje u slovenskoj Općini Kostelu. Selo pri Kostelu se nalazi u pokrajini Dolenjskoj i statističkoj regiji Jugoistočnoj Sloveniji. 

## Stanovništvo
Prema popisu stanovništva iz 2002. godine naselje je imalo 0 stanovnika.